# Pohlidium
Pohlidium is een geslacht uit de grassenfamilie (Poaceae). De soorten van dit geslacht komen voor in Zuid-Amerika.

## Soorten
De Catalogue of New World Grasses [6 december 2011] erkent de volgende soort:
- Pohlidium petiolatum